# Aeropuerto Nacional de Zamora
El Aerodromo de Zamora (Código IATA: ZMM - Código OACI: MMZM - Código DGAC: ZAM), es un campo de aviación ubicado en La Rinconada, 3 kilómetros al norte de Zamora, Michoacán, México. 

## Información
El aeródromo maneja el tráfico aéreo local de Zamora. Actualmente no cuenta con rutas aéreas, sólo cuenta con vuelos ocasionales. Cuenta con hangares y una pista de aterrizaje de 1,500 metros de largo por 23 m de ancho.
El aeropuerto es custodiado por elementos de la Secretaría de la Defensa Nacional quienes están a cargo de revisión de las aeronaves que utilizan dicho campo aéreo.
En el aeropuerto de Zamora tienen su base 33 aeronaves de las cuales el 100% son de ala fija.

## Estadísticas

### Pasajeros
El Aeródromo de Zamora contaba con vuelos regulares a Morelia, Uruapan del Progreso, Lázaro Cárdenas y Guadalajara durante la existencia de Aero Sudpacífico.
Sólo se muestra muestran vuelos comerciales regulares y vuelos de fletamento, no se incluyen vuelos militares ni de aviación general.
| Año  | Vuelos | Pasajeros |
| 1992 | 92     | 213       |
| 1993 | 0      | 0         |
| 1994 | 3      | 7         |
| ---- | ------ | --------- |

## Accidentes e incidentes
- El 9 de diciembre de 1992 despegó del Aeropuerto de Apatzingán con rumbo al Aeropuerto Nacional de Zamora la aeronave Britten-Norman BN-2 Islander de Aero Sudpacifico con matrícula XA-RML, dicha aeronave se desplomó en un poblado en el municipio de Tancítaro a los pocos minutos del despegue falleciendo los 8 pasajeros y el piloto (9 ocupantes) entre ellos uno de los hijos del fundador de Aero Sudpacífico, la formación de hielo en los motores fue la causante de la fatal pérdida de potencia.[4][5] La aeronave había partido a las 7:45 de Uruapan, llegando a Apatzingán alrededor de las 8:00 y partiendo rumbo a Zamora alrededor de las 8:10, la aeronave cubría la ruta UPN-AZG-ZMM-GDL.[6]

- El 30 de diciembre de 2019 un avión ultraligero sin matrícula (la inclusión de matrícula en aviones ultraligeros no es obligatoria en México) que cubría un vuelo privado entre el Aeropuerto de Apatzingán y el Aeropuerto de Zamora tuvo que realizar un aterrizaje forzoso en el municipio de Tingüindín tras presentarse una falla de motor. Tras el aterrizaje, el piloto resultó con lesiones, por lo que tuvo que ser llevado a un hospital.[7][8][9]

- El 26 de mayo de 2023 una aeronave Cessna 152 con matrícula XB-KTI perteneciente a Escuela de Aviación México[10] que realizaba un vuelo de instrucción entre el Aeropuerto de Zamora y el Aeropuerto de Guadalajara tuvo una falla de motor, por lo que tuvo que realizar una maniobra de aterrizaje forzoso en un campo de cultivo en el municipio de Ixtlahuacán de los Membrillos, causando una volcadura en la aeronave y dejando lesiones en el instructor y el estudiante.[11][12]

## Aeropuertos cercanos
Los aeropuertos cercanos son:
- Aeropuerto Internacional de Guadalajara (120km)
- Aeropuerto Internacional General Francisco J. Múgica (133km)
- Aeropuerto Internacional del Bajío (134km)
- Aeropuerto Internacional Licenciado y General Ignacio López Rayón  (105km)